# Dipartimento dell'Ems Superiore
Dipartimento dell'Ems Superiore (in lingua francese: Département de l'Ems-Supérieur ɛms sy.pe.ʁjœʁ), era il nome di un dipartimento del Primo Impero francese, situato nell'attuale Germania. Il nome era dovuto al fiume Ems.

## Storia
Fu creato il 1º gennaio 1811, in seguito all'annessione del Regno d'Olanda da parte della Francia; il capoluogo era Osnabrück.
Fu suddiviso nei 4 arrondissement di Osnabrück, Minden, Quakenbrück e Lingen. Il suo unico prefetto fu il barone limburghese Carlo Luigi Guglielmo Giuseppe di Keverberg di Kessel (in nederlandese Karel Lodewijk Willem Josef van Keverberg van Kessel, in francese Charles Louis Willem Joseph baron de Keverberg de Kessel).
Dopo la sconfitta di Napoleone nel 1814, la maggior parte del territorio del dipartimento andò a far parte del Regno di Hannover.

## Suddivisione amministrativo
Il dipartimento era suddiviso nei seguenti arrondissement e cantoni (situazione al 1812):
- Osnabrück (Osnabruck), cantoni: Bramsche, Dissen, Bad Essen, Iburg (Ibourg), Lengerich, Melle, Osnabrück (3 cantoni), Ostbevern, Ostercappeln, Tecklenburg (Tecklenbourg) e Versmold.
- Minden, cantoni: Petershagen, Bünde (Bunde), Enger, Levern, Lübbecke (Lubbecke), Minden, Quernheim, Rahden, Uchte e Werther.
- Quakenbrück (Quackenbruck), cantoni: Ankum, Cloppenburg (Cloppenbourg), Diepholz, Dinklage (Dincklage), Friesoythe (Frisoythe), Löningen (Loeningen), Quakenbrück (Quackenbruck), Vechta (Vechte), Vörden (Voerden) e Wildeshausen.
- Lingen, cantoni: Bevergern, Freren, Fürstenau (Furstenau), Haselünne (Haselunne), Ibbenbüren (Ibbenburen), Lingen, Meppen, Papenburg e Sögel (Soegel).

La popolazione del dipartimento ammontava nel 1812 a 415.018 abitanti.